# フェリドゥーン・ファッロフザード
フェリドゥーン・ファッロフザード（ペルシア語: فریدون فرخزاد、1936年10月7日 - 1992年8月6日）はイランの歌手、俳優、詩人、政治活動家、テレビ司会者である。 テレビのバラエティ番組である『銀のカーネーション』の司会として最もよく知られており、この番組はさまざまな有名タレントを輩出し、ファッロフザードは「イランのテレビ史上最も成功したタレントのひとり」と考えられている。反体制的思想を持っていたため、イラン革命の後に国外に脱出せざるを得なくなった。ドイツに引っ越した後、1992年に不審な状況で殺害された。1988年から1998年にかけてイランの体制に批判的な人物が次々と殺害された事件の被害者のひとりであり、ファッロフザード殺人事件はイスラム共和制政府が裏で糸を引いていると広く信じられている。

## 来歴

### 生い立ち
フェリドゥーン・ファッロフザードは1936年10月7日にタフレッシュ出身の軍人であるモハマド・バゲル・ファッロフザードとその妻トゥラン・ヴァジリ＝タバルの息子として生まれた。7人きょうだいの真ん中の子どもであり、著名な詩人のフォルーグ・ファッロフザードは姉である。
テヘランで教育を受けた後、1958年、22歳の時にドイツのミュンヘンにあるルートヴィヒ・マクシミリアン大学ミュンヘンに留学し、社会科学を専攻して学士号・修士号を取得した後に博士課程に進学した。
ミュンヘンにいた1962年に作家で女優のアーニヤ・ブツコフスキと結婚し、1966年に息子が生まれた。結婚した頃から詩などを書いて刊行するようになり、ドイツでもある程度注目される詩人となった。1967年にイランに帰国した。

### テレビ界への進出
イラン帰国後はテレビの仕事をするようになり、1968年に始まった新人ミュージシャンの紹介を中心とする音楽バラエティ番組『銀のカーネーション』の司会者及び歌手として国民的に知られるようになった。若々しく、華やかでユーモアに富んだファッロフザードがくだけた態度で司会をつとめるこの番組は、それまでのイランのテレビ番組とはまったく異なる画期的な内容だと見なされるようになった。1971年からは俳優として映画にも出演した。
1973年、前妻と離婚して2度目の結婚をしたが、この結婚は数ヶ月しか続かなかった。

### イラン革命と国外脱出
イラン革命が起こった後、左派的な政治思想を持っていた著名人であるファッロフザードは何度か逮捕されることとなり、結果的に国外脱出せざるを得なくなった。イラン国外に住んでいるイラン系住民向けにコンサートを開くなど、イラン国外で音楽活動をするようになったが、一方でルーホッラー・ホメイニーをはじめとするイランの指導部に対する歯に衣着せぬ批判を継続した。パリを拠点としているイランの体制に批判的な団体「自由の旗」のラジオ番組製作にもかかわっていた。トルコやフランスのパリ、ハンブルク、ロサンゼルスなどに居住した後、ドイツのボンに住んだ。1991年にはオーストリア映画 I Love Viennaに出演した。

### 殺害事件

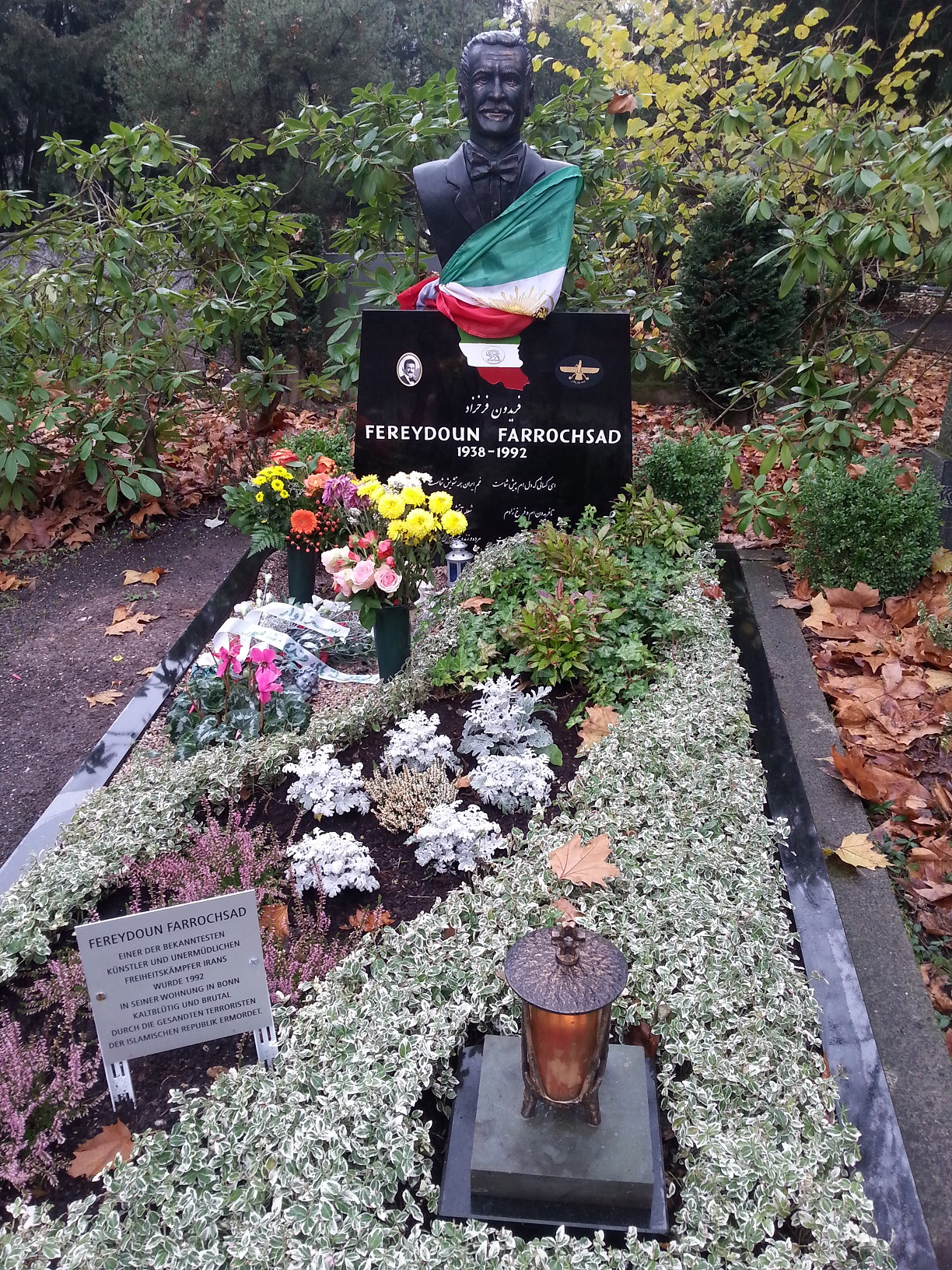
ドイツのボンにあるファッロフザードの墓

1992年8月3日の夕方、警察がファッロフザードが住む建物から叫び声が聞こえるのに対応しようとしたが、アパートのどの部屋から聞こえるのか特定することができなかった。犬が数日間吠え続けたため近隣から通報があり、8月6日の深夜、警察はファッロフザードの家の台所で刺殺されている遺体を発見した。 
ファッロフザードを殺害した犯人は見つかっておらず、事件は未解決である。ファッロフザードは1988年から1998年にかけて発生した、イランの体制に批判的な人物をターゲットとする連続殺人事件の被害者のひとりであり、一連の事件はイスラム共和制政府が裏で糸を引いていると広く信じられている。

## 私生活
ファッロフザードは同性愛者だったと推測されている。1991年にはコンサートの最中に、自身が女性・男性の両方と暮らしていたことがあると述べている。 
第一言語のペルシア語の他、ドイツ語が堪能であった。ドイツ語で詩作もしている。 

## 評価・受容
1970年代の『銀のカーネーション』での活躍により、「イランのテレビ史上最も成功したタレントのひとり」と見なされている。ファッロフザードは巧みな話術で視聴者を楽しませる「大胆でユニーク」な司会者として人気があった。この番組はイランのこれまでの音楽番組に比べると「当時の伝統的な規範に抗い、新しい基準を導入する」ものだと見なされている。 
イラン系イギリス人のアーティストであるジャヴァード・アリプールは2022年にファッロフザードのキャリアと殺人事件を題材とする芝居 Things Hidden Since the Foundation of the World （世の初めから隠されていること）を制作した。